# Oratorio del Gonfalone (Marino)
L'oratorio della Venerabile arciconfraternita del gonfalone di Marino è un luogo di culto cattolico della città di Marino, nell'area dei Castelli Romani, in città metropolitana di Roma Capitale e sede suburbicaria di Albano.
La Confraternita venne fondata secondo la leggenda nel 1272 da san Bonaventura da Bagnoregio, e prese sede, subito dopo la sua fondazione, probabilmente presso una cappella adiacente al santuario dell'Acquasanta di Marino e in seguito, attorno al XIV secolo, nella chiesa di Santa Maria delle Grazie. Quest'ultima venne ceduta dai "fratelloni" della Confraternita ai monaci agostiniani nel 1580: da allora la sede della Confraternita fu spostata presso la vecchia parrocchiale gotica di Santa Lucia, oggi sconsacrata e ridotta a spazio espositivo del Museo civico Umberto Mastroianni. In seguito alla sconsacrazione di quella chiesa nel 1636, e all'apertura della basilica di San Barnaba nel 1662, i confratelli si decisero a realizzare un nuovo oratorio presso la nuova Collegiata. Sorse così l'attuale oratorio, consacrato attorno al 1690.

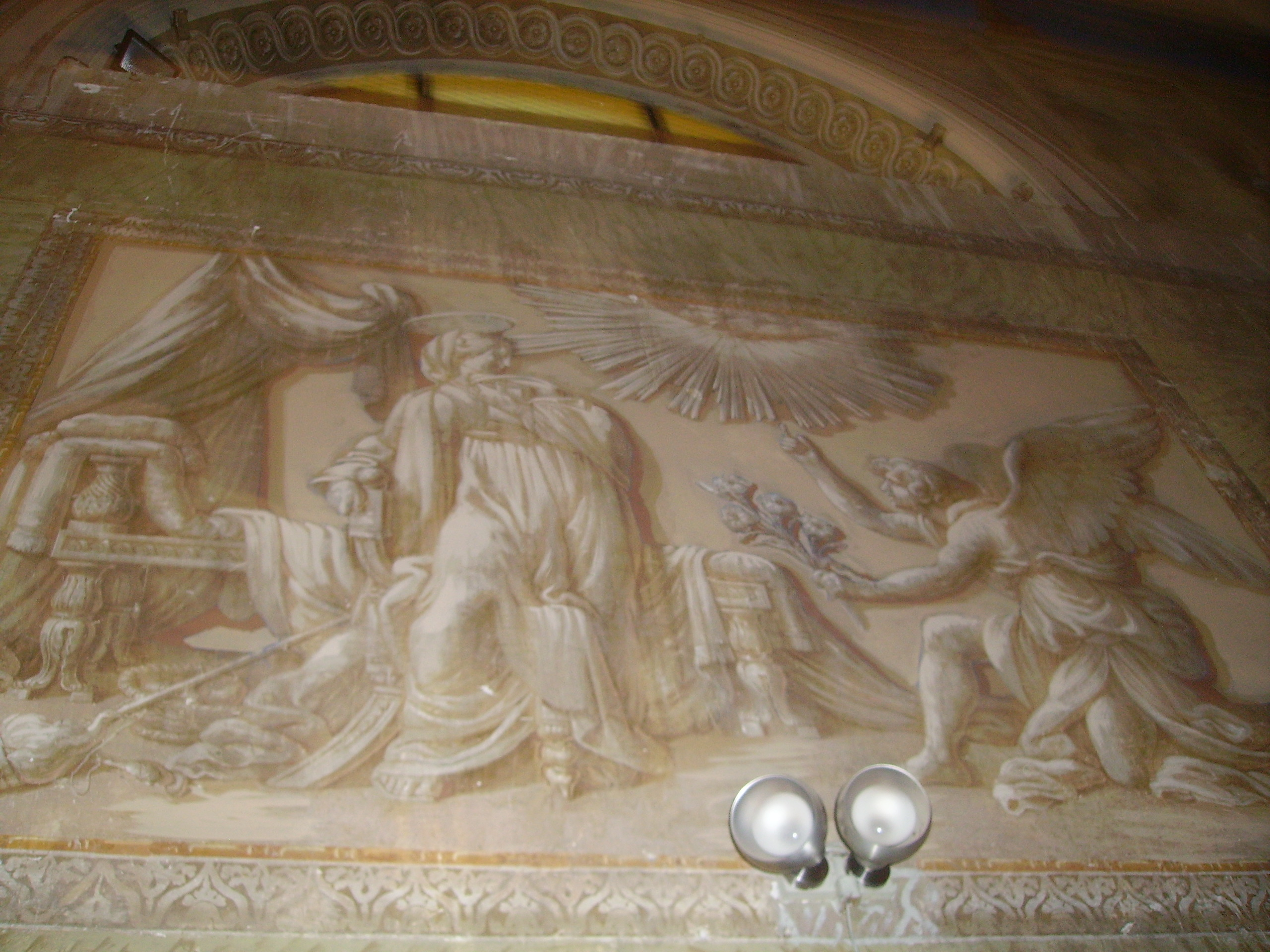
Un affresco dell'oratorio del Gonfalone (parete ovest).
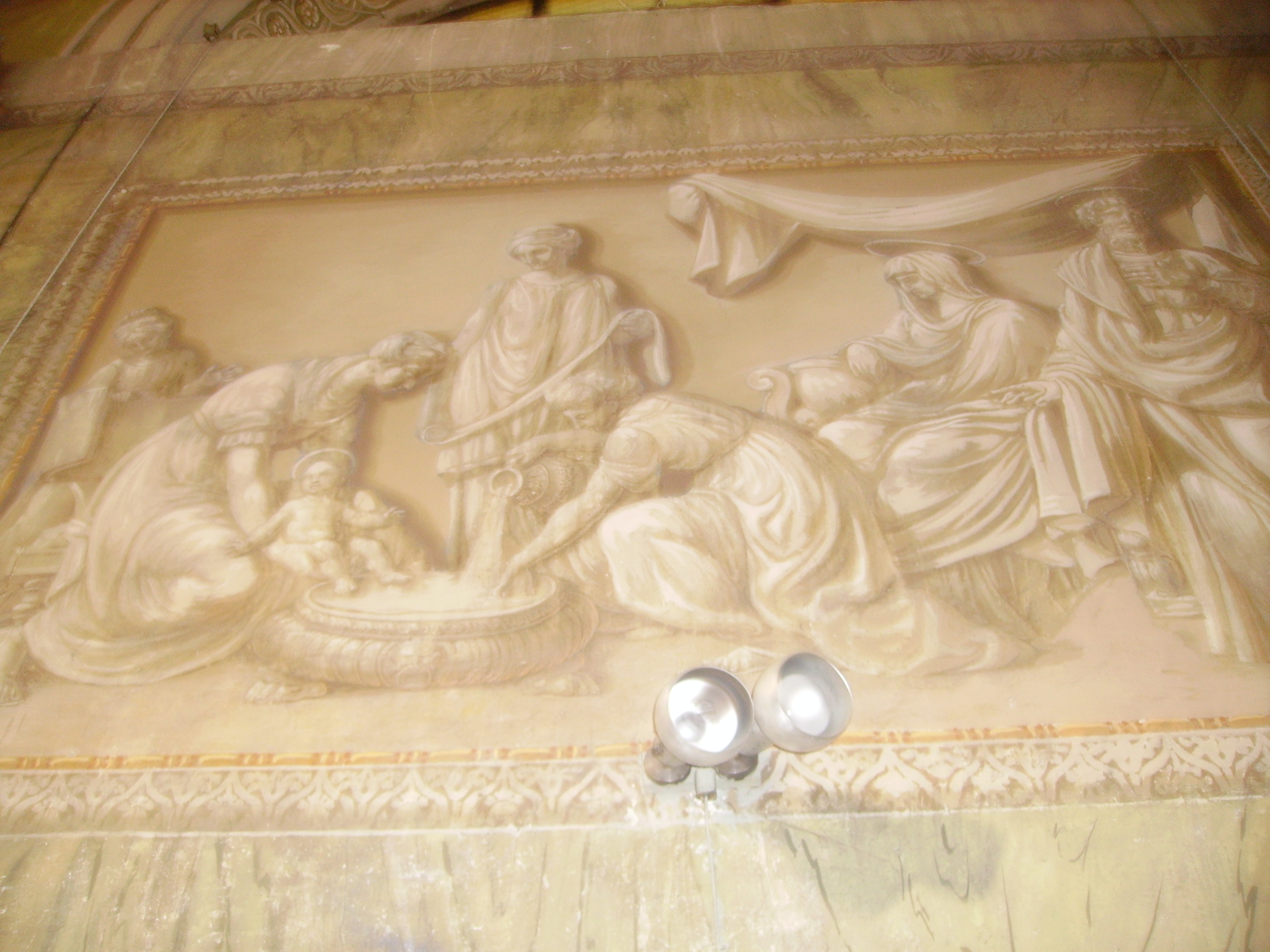
Un affresco dell'oratorio del Gonfalone (parete ovest).
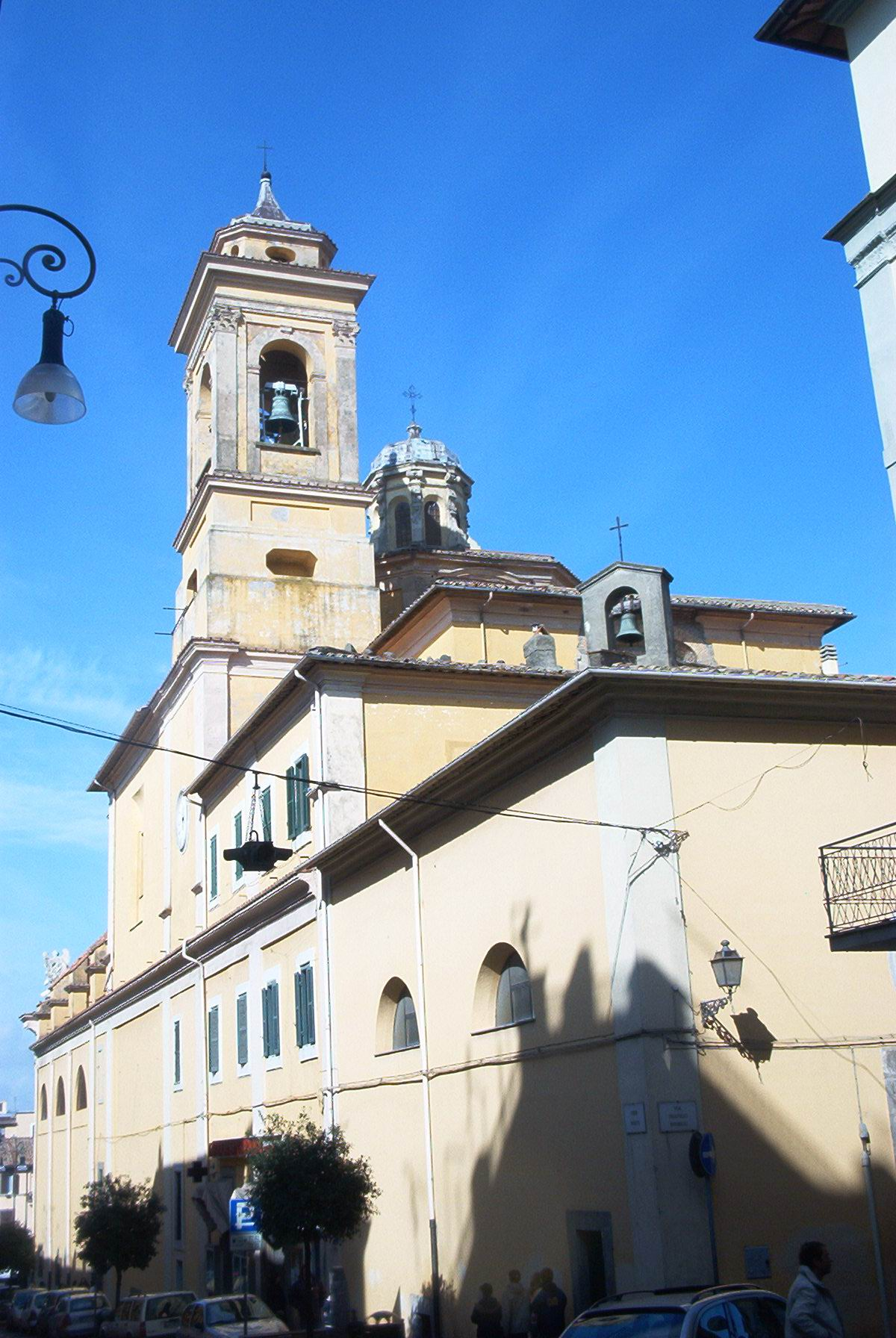
L'Oratorio del Gonfalone e la basilica di San Barnaba visti da corso Trieste.